# 2001年法国网球公开赛
2001年法国网球公开赛

## 冠军
单打列出冠亚军以及决赛比分，双打列出冠军组合。

### 男子单打
主条目：2001年法國網球公開賽男子單打比賽
库尔藤（巴西）63-7 7-5 6-2 6-0 亚历克斯·科雷查（西班牙）

### 女子单打
主条目：2001年法國網球公開賽女子單打比賽
珍妮弗·卡普里亚蒂（美国）1-6 6-4 12-10 金·克莱斯特尔斯（比利时）

### 男子双打
主条目：2001年法國網球公開賽男子雙打比賽
利安德·帕斯（印度）/马赫什·布帕蒂（印度）

### 女子双打
主条目：2001年法國網球公開賽女子雙打比賽
比希尼婭·魯阿諾·帕斯夸爾（西班牙）/保拉·蘇亞雷斯（阿根廷）

### 混合双打
主条目：2001年法國網球公開賽混合雙打比賽
比希尼婭·魯阿諾·帕斯夸爾（西班牙）/托馬斯·卡沃內爾（西班牙）
| 前任： 2000年法国网球公开赛     | 法国网球公开赛 2001年 | 繼任： 2002年法国网球公开赛     |
| 前任： 2001年澳大利亚网球公开赛 | 网球大满贯 2001年     | 繼任： 2001年温布尔登网球锦标赛 |